# Stefan Iulius Gavril
Ștefan Iulius Gavril (nascido em 17 de julho de 1989 em Brașov) é um corredor de longa distância romeno que compete em distâncias de 800 metros até a meia maratona.
Gavril é o detentor do recorde nacional romeno em duas provas: a corrida de 5 km e a corrida de rua de 10 km.
Ele é um atleta do Nice Cote d'Azur Athletisme.

## Biografia
Em 2003 ele se mudou com sua família para a Itália e começou no kickboxing e artes marciais . Em 2011 ele ganhou a Copa do Mundo BestFighter (KickBoxing), mas nos anos seguintes ele encontrou uma paixão por correr. Em 2013, ele correu sua primeira competição em Torino . Após 6 meses, ele se mudou novamente para Umeå e começou a treinar constantemente. Ele estudou Ciência Política e Relações Internacionais na Universidade de Umeå enquanto estava lá. Ele foi membro do IFK Umeå entre 2013-2014.
Posteriormente, mudou-se para disputar o Nice Cote d'Azur Athletisme. De 2016 em diante, ele fez uma melhoria a cada desempenho, pico em dezembro de 2019, onde correu o novo recorde nacional romeno para a corrida de 10K . Ele seguiu esse feito em fevereiro de 2020 com outro recorde nacional; correndo em Mônaco, ele registrou um tempo oficial de 14h06 para a corrida de 5 km.
Ele representou seu país no Campeonato da Meia Maratona dos Balcãs de 2020 em Zagreb . Nesta competição, ele terminou em quarto lugar com um novo recorde pessoal.
Ele ganhou muitos eventos toda a Europa nesses eventos, incluindo um resultado nos dez primeiros no Valencia 10K. Ele duplicou o feito no Monaco 5K, uma competição extremamente rápida onde o vencedor estabeleceu o novo recorde mundial. Ele é o vencedor da Meia Maratona Fort-de-France 2019.

## Registros pessoais
- 1000 m - 2: 29,02 (2015)
- 1500 m - 3: 52,09 (2017)
- 3000 m - 8: 16,49 (2020)
- 5 km - 14:06 NR (2020)
- 10 km - 28:53 NR (2019)[22]

## Competições internacionais
Representa a seleção romena no campeonato dos Balcãs e na Taça da Europa de 10000m a partir de 2017.